# Hephzibah (Georgia)
Hephzibah város az USA Georgia államában, Richmond megyében. Lakosainak száma 3830 fő (2020. április 1.).

## Népesség
A település népességének változása:
| Lakosok száma | 541  | 4011 | 3830 |
|               | 1900 | 2010 | 2020 |